# Liste der Monuments historiques in Bouzemont
Die Liste der Monuments historiques in Bouzemont führt die Monuments historiques in der französischen Gemeinde Bouzemont auf.

## Liste der Immobilien
| Bezeichnung       | Beschreibung                                                | Standort          | Kennzeichnung | Schutzstatus | Datum | Bild           |
| ----------------- | ----------------------------------------------------------- | ----------------- | ------------- | ------------ | ----- | -------------- |
| Kirche St-Georges | einschließlich des Friedhofs; Kirche ab dem 11. Jahrhundert | Grande Rue (Lage) | PA00107096    | Classé       | 1987  | weitere Bilder |

## Liste der Objekte
| Bezeichnung                                    | Beschreibung                                       | Standort                        | Kennzeichnung | Schutzstatus | Datum | Bild |
| ---------------------------------------------- | -------------------------------------------------- | ------------------------------- | ------------- | ------------ | ----- | ---- |
| Skulptur Madonna mit Kind, einen Apfel haltend | Stein, farbig gefasst, Anfang des 15. Jahrhunderts | in der Kirche St-Georges (Lage) | PM88000076    | Classé       | 1957  |      |
| Kirchenfenster                                 | aus dem 16. Jahrhundert                            | in der Kirche St-Georges (Lage) | PM88000075    | Classé       | 1912  |      |
| Reiterskulptur Heiliger Georg                  | Stein, farbig gefasst, Ende des 16. Jahrhunderts   | in der Kirche St-Georges (Lage) | PM88000077    | Classé       | 1963  |      |